# Separation Creek (Separation Lake)
Der Separation Creek ist mit einer Länge von etwa 112 km der längste Fluss innerhalb des Great Divide Basin, eines abflusslosen Beckens innerhalb der kontinentalen Wasserscheide im US-Bundesstaat Wyoming. Er entwässert sich in den endorheischen Separation Lake.

## Verlauf
Der Separation Creek entspringt südwestlich des Separation Peak in den nördlichsten Ausläufern der Sierra Madre Range im Carbon County auf einer Höhe von rund 2530 m, etwa 20 km südwestlich von Rawlins und 50 km östlich von Wamsutter. Der Fluss fließt zunächst nach Südwesten und wendet sich dann nach Norden, bevor er die Bergkette verlässt. Er verläuft für wenige Kilometer durch das Sweetwater County, unterquert bei Riner die hier gebündelt verlaufenden Straßen I-80, US-30 und WYO-789 und erhält mit dem Fillmore Creek von links seinen längsten benannten Nebenfluss. Im weiteren Verlauf fließt er durch die Shamrock Hills im Great Divide Basin, quert den Continental Divide Trail sowie den U.S. Highway 287 und erneut den Wyoming Highway 789 und schlägt einen östlichen Verlauf ein. Auf seinen letzten Kilometern fließt der Separation Creek nach Süden und mündet etwa 20 km nördlich von Rawlins auf einer Höhe von 1949 m in den abflusslosen Separation Lake.

## Hydrologie
Der Separation Creek ist als Zufluss des Separation Lake Teil des Gewässersystems des Great Divide Basin. Das Einzugsgebiet des Separation Creek umfasst ein Areal von etwa 2900 km² und grenzt an die Einzugsgebiete von Sweetwater River im Norden, North Platte River im Osten, Sage Creek im Südosten, Muddy Creek im Süden sowie Lost Creek im Westen. Der mittlere Abfluss am Pegel in Riner beträgt 0,05 m³/s, die größten Abflüsse finden sich in den Monaten April und Mai. Der Separation Creek weist aufgrund seiner Lage in der ariden Wüstenregion des Great Divide Basin eine periodische Wasserführung auf.

## Belege
1. 1 2 3 4 5 6  Separation Creek. In: Geographic Names Information System. United States Geological Survey, United States Department of the Interior (englisch).
2. ↑  USGS 09216527 SEPARATION C NR RINER WYO. Abgerufen am 31. Dezember 2024.